# Lorraine Sterna
Il Lorraine Sterna era un motore aeronautico a 12 cilindri a V di 60°, raffreddato a liquido, prodotto dall'azienda francese Lorraine-Dietrich nella seconda metà degli anni trenta  del XX secolo, e rimasto allo stadio sperimentale. 

## Storia del progetto
Nel 1936 la Société Lorraine, continuando la sua tradizione di costruire grandi motori aeronautici raffreddati a liquido, iniziò la progettazione dell’ultimo derivato di una famiglia che prendeva il nome dagli uccelli e comprendeva l’Eider, il Courlis, e il Pétrel. All’ultimo nato fu imposto il nome di Sterna, che rimase anche quando l’anno successivo la Lorraine fu nazionalizzata ed entrò a far parte della Société Nationale de Construction de Moteurs (SNCM). 
Il Lorraine 12R Sterna, progettato dagli ingegneri Marius Barbarou e Henri Carol, entrò in pre produzione nel 1938, con la prima versione erogante la potenza massima di 1 300 CV a 0 m. e 1 000 CV a 4 000 m.

## Tecnica
Il motore Lorraine 12R Sterna pesava a secco 510 kg, e disponeva di 12 cilindri, suddivisi su due banchi di sei, disposti a V di 60° l’uno dall’altro, azionanti un unico albero motore. Ogni cilindro aveva quattro valvole in testa, due di aspirazione e due di scarico, con le guide in bronzo. Ogni bancata aveva il proprio albero a camme in testa e ogni camma azionava una coppia di valvole attraverso punterie a forma di T, mentre il gambo del T si muoveva in una guida per evitare la forza laterale sugli steli della valvola.
La cilindrata totale era di 30.500 cc.
Il raffreddamento era a liquido, e il propulsore, nella versione 12Rs, erogava la potenza massima di 1 000 CV a 2 800 g/min.

## Impiego operativo
Il motore 12R Sterna fu impiegato solo sperimentalmente, e ne fu previsto l’utilizzo sul caccia olandese Koolhoven F.K.55 al posto del Pètrel, ma ciò non accadde mai per il definitivo abbandono del motore Sterna, di cui furono costruiti circa 10 esemplari.

## Versioni
- 12R sterna: prima versione erogante 1 300 CV a 0 m, e 1 000 CV a 4 000 m.[1]
- 12Rs Sterna: seconda versione con riduttore sovrapposto.[1]
- 12R Sterna Type 1: sottotipo della seconda versione dotato di riduttore con possibilità di girare sia a destra che a sinistra, ed erogante 1.000 hp.[2]
- 12R Sterna Type 2: sottotipo della seconda versione con possibilità di installare un cannone da 20 mm tra i banchi dei cilindri, sparante attraverso il mozzo dell’elica.[1]
- 12R Sterna Type 2: sottotipo della seconda versione con compressore a due velocità, capace di erogare 900 CV a 1 800 metri o 850 CV a 4 500 metri.[1]
- 12R Sterna Type 4: sottotipo della seconda versione con iniezione diretta del combustibile, e compressore Planiol a due stadi.[1]
- 12R Sterna Type 5: sottotipo della seconda versione con trasmissione adattata per utilizzare l'elica a una certa distanza, espressamente concepita per il caccia olandese Koolhoven F.K.55, dotato di propulsore posizionato dietro l'abitacolo del pilota.[1]

## Esemplari attualmente esistenti
Un motore Lorraine Sterna è attualmente esposto presso la sezione motori del Muzeum Lotnictwa Polskiego di Cracovia, in Polonia.

### Annotazioni
1. ↑  Gli ultimi due tipi, il Pétrel e lo Sterna rimasero in produzione fino al 1938.

### Fonti
1. 1 2 3 4 5 6 7 8  Vidal 2012, p. 2109.
2. 1 2  Gunston 1989, p. 65/.
3. ↑  Mancini 1936, p. 408.
4. 1 2 3  Mancini 1936, p. 409.
5. 1 2  Gray 1972, p. 47d-48d.
6. 1 2 3  Gunston 2006, p. 129.